# Đào Xá (Hán)
Đào Xá (tiếng Trung: 陶舍, ? – 195 TCN) là tướng lĩnh Tây Sở, khai quốc công thần nhà Hán trong lịch sử Trung Quốc.

## Cuộc đời
Không rõ quê quán, xuất thân của Đào Xá, chỉ biết vào năm 202 TCN, Đào Xá giữ chức Hữu tư mã nước Sở. Trong chiến tranh Hán Sở, Hữu tư mã là chức chỉ huy kỵ binh dưới sự chỉ huy chung của tướng Hạng Quán. Ít nhất một Hữu tư mã của Sở bị giết năm 205 TCN, một người khác bị bắt làm tù binh năm 203 TCN sau trận Bình Dương. Không rõ người bị bắt năm 203 TCN có phải Đào Xá hay không.
Năm 202 TCN, Hữu tư mã Đào Xá cùng Tả tư mã dẫn 12.000 quân đến Cai Hạ nhằm cứu viện Tây Sở Bá vương Hạng Vũ. Nhưng chưa tới nơi thì Hạng Vũ đã tự sát. Hai tướng bèn suất quân đầu hàng Quán Anh. Đào Xá được Hán vương Lưu Bang giao cho chức trung úy thay cho Bỉnh Thiến, lại theo Lưu Bang bắt giữ Yên vương Tang Đồ.
Năm 197 TCN, Trần Hi nổi dậy ở đất Đại, cùng các tướng cũ của Hàn vương Hàn Tín khống chế phương bắc. Đào Xá tiếp nhận chức trung úy từ Đường Lệ, theo quân tham chiến, lập nhiều chiến công, ngang với Cung hầu Lư Bãi Sư.
Năm 196 TCN, Đào Xá thụ phong Khai Phong hầu (開封侯), thực ấp 2.000 hộ. Đất phong ở huyện Khai Phong, quận Hà Nam.
Khoảng 196 TCN – 195 TCN, Đào Xá chết, thụy Mẫn hầu. Con trai Đào Thanh tập tước. Chức trung úy giao cho ngoại thích Thích Tai.

## Hậu duệ
- Đào Thanh (陶青; ? - 148), con trai của Đào Xá. Năm 195 TCN, tập tước Khai Phong hầu. Năm 148 TCN, chết, thụy Di hầu.[1]
- Đào Yển (陶偃; ? - 131), con trai của Đào Thanh. Năm 147 TCN, tập tước Khai Phong hầu. Năm 131 TCN, chết, thụy Tiết hầu.[1]
- Đào Thư (陶睢; ? - 112), con trai của Đào Yển. Năm 130 TCN, tập tước Cung hầu. Năm 112 TCN, đất phong bị tước.[1]